# Transtornos de apego
Transtornos de apego são transtornos de humor, comportamento e relações sociais que surgem da indisponibilidade de cuidados e atenção socializantes normais por parte das figuras de cuidado primário na primeira infância. Essa falha pode resultar de experiências precoces incomuns de negligência, abuso, separação abrupta dos cuidadores entre três meses e três anos de idade, troca frequente ou número excessivo de cuidadores, ou falta de responsividade do cuidador aos esforços comunicativos da criança, resultando na ausência de confiança básica. Um histórico problemático de relações sociais ocorrendo após aproximadamente os três anos de idade pode ser angustiante para a criança, mas não resulta em transtorno de apego.

## Apegoetranstorno de apego
A Teoria do apego é primordialmente uma teoria evolucionária e etológica. Em relação aos lactentes, consiste principalmente em busca de proximidade a uma figura de apego diante de uma ameaça, para fins de sobrevivência. Embora um apego seja um "laço", não é sinônimo de amor e afeto, embora frequentemente estejam associados; um apego saudável é considerado um importante alicerce de todos os relacionamentos posteriores. Os lactentes se apegam a adultos que são sensíveis e responsivos em interações sociais com o bebê, e que permanecem como cuidadores consistentes por um período de tempo. As respostas parentais levam ao desenvolvimento de padrões de apego que, por sua vez, levam a "modelos internos de trabalho" que orientam sentimentos, pensamentos e expectativas nos relacionamentos futuros.
Um aspecto fundamental do apego é chamado de confiança básica. A confiança básica é um conceito mais amplo que o apego, pois se estende além da relação bebê-cuidador para "a rede social mais ampla de outros dignos de confiança e dedicados aos cuidados" e "liga a confiança no passado à fé no futuro". Erik Erikson argumenta que a sensação de confiança em si mesmo e nos outros é o fundamento do desenvolvimento humano" e, com um equilíbrio de desconfiança, produz esperança.
No sentido clínico, um distúrbio é uma condição que requer tratamento, ao contrário de fatores de risco para transtornos subsequentes. Falta consenso sobre o significado preciso do termo "transtorno de apego", mas há concordância geral de que tais transtornos surgem apenas após experiências adversas precoces de cuidado. O Transtorno reativo de apego indica a ausência de um ou ambos os principais aspectos de busca de proximidade a uma figura de apego identificada. Isso pode ocorrer em instituições, com mudanças repetidas de cuidador, ou por cuidadores primários extremamente negligentes que mostram desconsideração persistente pelas necessidades básicas de apego da criança após os seis meses de idade. As classificações oficiais atuais de TRA sob o DSM-IV-TR e o CID-10 baseiam-se em grande parte nessa compreensão da natureza do apego.
As expressões estilo de apego ou padrão de apego referem-se aos vários tipos de apego decorrentes de experiências de cuidado, chamados de seguro, ansioso-ambivalente, ansioso-evitativo (todos organizados) e desorganizado. Alguns desses estilos são mais problemáticos que outros e, embora não sejam transtornos no sentido clínico, às vezes são discutidos sob o termo 'transtorno de apego'.
A discussão sobre o estilo de apego desorganizado às vezes inclui-o sob o rótulo de transtornos de apego, pois o apego desorganizado é visto como o início de uma trajetória de desenvolvimento que afasta a pessoa cada vez mais do intervalo normal, culminando em transtornos reais de pensamento, comportamento ou humor. A intervenção precoce para o apego desorganizado, ou outros estilos problemáticos, visa alterar a trajetória de desenvolvimento para proporcionar um melhor resultado ao longo da vida.
Zeanah e colegas propuseram um conjunto alternativo de critérios de validade (veja abaixo) para três categorias de transtorno de apego, a saber "nenhuma figura de apego discriminada", "distorções da base segura" e "transtorno de apego interrompido". Essas classificações consideram um transtorno como uma variação que requer tratamento, em vez de uma diferença individual dentro do intervalo normal.

## Tipologia de Boris e Zeanah
Muitos teóricos de apego de destaque, como Zeanah e Leiberman, reconheceram as limitações dos critérios do DSM-IV-TR e do CID-10 e propuseram critérios diagnósticos mais amplos. Ainda não há consenso oficial sobre esses critérios. A força-tarefa da APSAC reconheceu em suas recomendações que "problemas de apego que vão além do TRA são uma preocupação real e apropriada para profissionais que trabalham com crianças", e estabeleceu recomendações para avaliação.
Boris e Zeanah (1999), apresentaram uma abordagem para transtornos de apego que considera casos em que crianças não tiveram oportunidade de formar um apego, casos em que há uma relação distorcida e casos em que um apego existente foi abruptamente interrompido. Isso amplia significativamente a definição além das definições do CID-10 e do DSM-IV-TR, pois aquelas estão limitadas a situações em que a criança não tem apego ou não tem apego a uma figura de apego especificada.
Boris e Zeanah usam o termo "transtorno de apego" para indicar uma situação em que uma criança pequena não tem um cuidador adulto preferido. Essas crianças podem ser sociáveis de forma indiscriminada e se aproximar de todos os adultos, familiares ou não; alternativamente, podem estar emocionalmente retraídas e não buscar conforto de ninguém. Esse tipo de problema de apego é paralelo ao transtorno reativo de apego conforme definido no DSM e no CID, em suas formas inibida e desinibida, conforme descrito acima.
Boris e Zeanah também descrevem uma condição que chamam de "distorção da base segura". Nessa situação, a criança tem um cuidador familiar preferido, mas o relacionamento é tal que a criança não consegue usar o adulto como segurança enquanto explora gradualmente o ambiente. Essas crianças podem se colocar em perigo, podem se apegar excessivamente ao adulto, podem ser excessivamente complacentes ou podem apresentar reversão de papéis, cuidando ou punindo o adulto.
O terceiro tipo de transtorno discutido por Boris e Zeanah é denominado "apego interrompido". Esse problema, que não é abordado em outras abordagens de apego desordenado, resulta de uma separação abrupta ou perda de um cuidador familiar ao qual o apego já havia se desenvolvido. A reação da criança pequena a essa perda é paralela à reação de luto de uma pessoa mais velha, com mudanças progressivas de protesto (choro e busca) para desespero, tristeza e retirada da comunicação ou brincadeira, e finalmente desengajamento do relacionamento original e recuperação das atividades sociais e lúdicas.
Mais recentemente, Daniel Schechter e Erica Willheim mostraram uma relação entre transtorno de estresse pós-traumático materno relacionado à violência e distorção da base segura (veja acima), caracterizada por imprudência infantil, ansiedade de separação, hipervigilância e reversão de papéis.

## Problemas do estilo de apego
A maioria das crianças de 1 ano tolera breves separações de cuidadores familiares e é rapidamente consolada quando os cuidadores retornam. Essas crianças também usam pessoas familiares como uma "base segura" e retornam a elas periodicamente ao explorar uma situação nova. Essas crianças têm o estilo de apego seguro e, tipicamente, continuam a se desenvolver bem tanto cognitiva quanto emocionalmente.
Um número menor de crianças apresenta desenvolvimento menos positivo aos 12 meses. Seus estilos de apego menos desejáveis podem ser preditores de desenvolvimento social posterior deficiente. Embora o comportamento dessas crianças aos 12 meses não seja um problema grave, parecem estar em trajetórias de desenvolvimento que resultarão em habilidades sociais e relacionamentos inadequados. Como os estilos de apego podem servir como preditores de desenvolvimento futuro, pode ser apropriado considerar certos estilos de apego como parte do intervalo de transtornos de apego.
Estilos de apego inseguros em crianças pequenas envolvem reuniões incomuns após separação de uma pessoa familiar. As crianças podem desprezar o cuidador que retorna ou podem se dirigir à pessoa e depois resistir ao ser pegadas. Podem reunir-se com o cuidador, mas depois persistir em se agarrar a ele e não retornar à brincadeira anterior. Essas crianças têm maior probabilidade de apresentar problemas sociais posteriores com colegas e professores, mas algumas desenvolvem espontaneamente melhores formas de interagir com os outros.
Um pequeno grupo de crianças pequenas apresenta uma forma angustiante de reunião após uma separação. Chamado de estilo desorganizado/desorientado, esse padrão de reunião pode envolver parecer atônito ou assustado, congelar no lugar, recuar em direção ao cuidador ou aproximar-se com a cabeça desviada, ou exibir outros comportamentos que parecem indicar medo da pessoa buscada. O apego desorganizado tem sido considerado um grande fator de risco para a psicopatologia infantil, pois parece interferir na regulação ou tolerância de emoções negativas e pode, assim, fomentar comportamentos agressivos. Padrões desorganizados de apego têm as ligações mais fortes com psicopatologia concomitante e subsequente, e considerável pesquisa demonstrou tanto correlações intraindividual quanto ambientais do apego desorganizado.

## Possíveis mecanismos
Um estudo relatou conexão entre um marcador genético específico e apego desorganizado (não TRA) associado a problemas de parentalidade. Outro autor comparou comportamento social atípico em condições genéticas, como síndrome de Williams, com comportamentos sintomáticos de TRA.
O desenvolvimento típico do apego começa com reações não aprendidas do lactente a sinais sociais dos cuidadores. A capacidade de enviar e receber comunicações sociais por meio de expressões faciais, gestos e voz desenvolve-se com a experiência social entre sete e nove meses. Isso permite que o lactente interprete mensagens de calma ou alarme pelo rosto ou voz do cuidador. Por volta dos oito meses, os lactentes tipicamente começam a responder com medo a situações desconhecidas ou surpreendentes, e procuram os rostos dos cuidadores familiares em busca de informações que justifiquem ou acalmem seu medo. Essa combinação de habilidades sociais e o surgimento de reações de medo resulta em comportamento de apego, como busca de proximidade, se um adulto familiar, sensível, responsivo e cooperativo estiver disponível. Desenvolvimentos posteriores no apego, como negociação de separação na fase de criança pequena e pré-escolar, dependem de fatores como o estilo de interação do cuidador e a capacidade de compreender as comunicações emocionais da criança.
Com cuidadores insensíveis ou não responsivos, ou mudanças frequentes, um lactente pode ter poucas experiências que incentivem busca de proximidade com uma pessoa familiar. Um lactente que experimenta medo, mas não encontra conforto no rosto e na voz de um adulto, pode desenvolver maneiras atípicas de lidar com o medo, como manter distância dos adultos ou buscar proximidade com todos. Esses sintomas estão de acordo com os critérios do DSM para transtorno reativo de apego. Qualquer um desses padrões de comportamento pode criar uma trajetória de desenvolvimento cada vez mais afastada dos processos típicos de apego, como desenvolvimento de um modelo interno de trabalho de relações sociais que facilite tanto dar quanto receber cuidados dos outros.
O desenvolvimento atípico do medo, com uma tendência constitucional a reações de medo excessivas ou inadequadas, pode ser necessário antes que um lactente seja vulnerável aos efeitos de experiências de apego precárias.
Alternativamente, as duas variações de TRA podem se desenvolver a partir da mesma incapacidade de desenvolver "desconfiança de estranhos" devido a cuidados inadequados. Reações de medo apropriadas só podem se desenvolver depois que um lactente começa primeiro a formar um apego seletivo. Um lactente que não está em posição de fazer isso não pode deixar de mostrar interesse por qualquer pessoa, pois qualquer um pode ser uma figura de apego em potencial. Diante de uma rápida sucessão de cuidadores, a criança pode não ter oportunidade de formar um apego seletivo até que o possível período sensível biologicamente determinado para desenvolver desconfiança de estranhos tenha passado. Pensa-se que esse processo possa levar à forma desinibida.
Na forma inibida, os lactentes se comportam como se seu sistema de apego tivesse sido "desligado". No entanto, a capacidade inata para comportamento de apego não pode ser perdida. Isso pode explicar por que crianças diagnosticadas com a forma inibida de TRA em instituições quase invariavelmente passam a apresentar formação de comportamento de apego com bons cuidadores. No entanto, crianças com a forma inibida como consequência da negligência e mudanças frequentes de cuidador continuam a apresentar a forma inibida por muito mais tempo quando colocadas em famílias.
Além disso, o desenvolvimento da Teoria da mente pode desempenhar um papel no desenvolvimento emocional. A Teoria da mente é a capacidade de saber que a experiência de conhecimento e intenção está por trás das ações humanas, como expressões faciais. Embora se relate que lactentes muito jovens tenham respostas diferentes a humanos do que a objetos não humanos, a Teoria da mente desenvolve-se gradualmente e possivelmente resulta de interações previsíveis com adultos. No entanto, alguma capacidade desse tipo deve estar em vigor antes que a comunicação mútua por meio do olhar ou outro gesto possa ocorrer, como ocorre entre sete e nove meses. Alguns transtornos do neurodesenvolvimento, como o autismo, foram atribuídos à ausência das funções mentais que sustentam a Teoria da mente. É possível que a ausência congênita dessa habilidade, ou a falta de experiências com cuidadores que comuniquem de forma previsível, possa estar na base do desenvolvimento do transtorno reativo de apego.

## Diagnóstico
Métodos reconhecidos de avaliação de estilos de apego, dificuldades ou transtornos incluem e o Q-sort de apego ("AQ-sort").
Pesquisas mais recentes também utilizam a Disturbances of Attachment Interview ("DAI") desenvolvida por Smyke e Zeanah (1999). Trata-se de uma entrevista semiestruturada projetada para ser administrada por clínicos aos cuidadores, cobrindo 12 itens, a saber: ter um adulto preferido discriminado, buscar conforto quando em angústia, responder ao conforto oferecido, reciprocidade social e emocional, regulação emocional, verificar o retorno após afastar-se do cuidador, reticência com adultos desconhecidos, disposição para sair com estranhos relativamente conhecidos, comportamento autocolocativo em risco, apego excessivo, vigilância/hipercomplacência e reversão de papéis.

### Classificação
O CID-10 descreve o Transtorno Reativo de Apego da Infância, conhecido como TRA, e o Transtorno Desinibido de Apego da Infância, menos conhecido como TDA. O DSM-IV-TR também descreve o Transtorno Reativo de Apego da Infância ou da Primeira Infância, dividindo-o em dois subtipos: tipo inibido e tipo desinibido, ambos conhecidos como TRA. As duas classificações são semelhantes e incluem:
- relação social marcadamente perturbada e inapropriada em desenvolvimento, na maioria dos contextos;
- a perturbação não é explicada exclusivamente por atraso de desenvolvimento e não atende aos critérios para Transtorno invasivo do desenvolvimento;
- início antes dos 5 anos de idade;
- requer histórico de negligência significativa; e
- falta implícita de figura de apego identificável.

O CID-10 inclui em seu diagnóstico abuso psicológico e físico de criança e lesões, além de negligência. Isso é um tanto controverso, sendo uma comissão em vez de omissão, e porque o abuso em si não leva ao transtorno de apego [por quê?].
A forma inibida é descrita como "uma falha em iniciar ou responder ... à maioria das interações sociais, manifestada por respostas excessivamente inibidas" e tais lactentes não buscam nem aceitam conforto em momentos de ameaça, alarme ou angústia, falhando assim em manter a 'proximidade', elemento essencial do comportamento de apego. A forma desinibida mostra "sociabilidade indiscriminada ... familiaridade excessiva com estranhos relativos" (DSM-IV-TR) e, portanto, falta de 'especificidade', o segundo elemento básico do comportamento de apego. As descrições do CID-10 são comparáveis. 'Desinibido' e 'inibido' não são opostos em termos de transtorno de apego e podem coexistir na mesma criança. A forma inibida tende a melhorar com um cuidador apropriado, enquanto a forma desinibida é mais duradoura.
Embora o TRA provavelmente ocorra após cuidado negligente e abusivo, não deve haver diagnóstico automático apenas com base nisso, pois crianças podem formar apegos estáveis e relações sociais apesar de abuso e negligência marcantes. O abuso pode ocorrer juntamente com os fatores necessários, mas isoladamente não explica o transtorno de apego. Experiências de abuso estão associadas ao desenvolvimento de apego desorganizado, no qual a criança prefere um cuidador familiar, mas responde a essa pessoa de maneira imprevisível e um tanto bizarra. Dentro das classificações oficiais, a desorganização do apego é um fator de risco, mas não, por si só, um transtorno de apego. Além disso, embora os transtornos de apego tendam a ocorrer no contexto de algumas instituições, mudanças repetidas de cuidador primário ou cuidadores primários identificáveis extremamente negligentes que mostram desconsideração persistente pelas necessidades básicas de apego da criança, nem todas as crianças criadas nessas condições desenvolvem um transtorno de apego.

## Tratamento
Há variedade de programas de prevenção e abordagens de tratamento convencionais para transtorno de apego, problemas de apego e estados de humor ou comportamentos considerados potenciais problemas dentro do contexto da teoria do apego. Todas essas abordagens para lactentes e crianças pequenas concentram-se em aumentar a responsividade e sensibilidade do cuidador ou, se isso não for possível, em trocar o cuidador. Essas abordagens incluem 'Watch, wait and wonder', manipulação da responsividade sensível, 'Interaction Guidance' modificada, 'Psicoterapia para Pais de Pré-escolares', 'Circle of Security', Attachment and Biobehavioral Catch-up (ABC), a Nova Orleans Intervention, e Psicoterapia Pais-Criança. Outros métodos de tratamento conhecidos incluem a Terapia DIR (Desenvolvimento, Diferenças individuais e Relacionamentos), também chamada de Floor Time, de Stanley Greenspan, embora a DIR seja direcionada principalmente ao tratamento de Transtornos invasivos do desenvolvimento. Algumas dessas abordagens, como a sugerida por Dozier, consideram o estado de apego do cuidador adulto como um papel importante no desenvolvimento da conexão emocional entre adulto e criança. Isso inclui pais adotivos, pois crianças com experiências de apego precárias muitas vezes não provocam respostas de cuidador apropriadas, apesar de um cuidado "normativo".
O tratamento para transtorno reativo de apego em crianças geralmente envolve uma combinação de terapia, aconselhamento e educação parental. Devem ser projetados para garantir que a criança tenha um ambiente seguro para viver e desenvolver interações positivas com os cuidadores, além de melhorar seus relacionamentos com os pares.
Medicação pode ser usada para tratar condições semelhantes, como depressão, ansiedade ou hiperatividade, mas não há solução rápida para o transtorno reativo de apego. Um pediatra pode recomendar um plano de tratamento, como uma combinação de terapia familiar, aconselhamento psicológico individual, terapia de brincadeira, serviços de educação especial e aulas de habilidades parentais.

## Diagnósticos e tratamentos pseudocientíficos
Na ausência de critérios diagnósticos reconhecidos, e além do escopo do debate sobre um conjunto mais amplo de critérios discutido acima, o termo "transtorno de apego" tem sido cada vez mais usado por clínicos para se referir a um conjunto mais amplo de crianças cujo comportamento pode ser afetado pela falta de uma figura de apego primária, um relacionamento de apego seriamente prejudicado com um cuidador primário ou um relacionamento de apego interrompido. Embora não existam estudos que examinem a precisão diagnóstica, há preocupação com o potencial de sobrediagnóstico baseado em listas amplas e "instantâneos". Essa forma de terapia, incluindo diagnóstico e técnicas parentais acompanhantes, é cientificamente não validada e não é considerada parte da psicologia convencional ou, apesar do nome, baseada em teoria do apego, sendo considerada incompatível com esta. Tem sido descrita como potencialmente abusiva e uma intervenção de pseudociência que resultou em desfechos trágicos para crianças.
Uma característica comum dessa forma de diagnóstico na terapia de apego é o uso de listas extensas de "sintomas" que incluem muitos comportamentos provavelmente consequência de negligência ou abuso, mas não relacionados ao apego ou a qualquer transtorno clínico. Tais listas foram descritas como "extremamente inclusivas". A força-tarefa da APSAC (2006) apresenta exemplos de tais listas abrangendo múltiplos domínios, desde alguns elementos nos critérios do DSM-IV até comportamentos inteiramente inespecíficos, como atrasos no desenvolvimento, comportamento destrutivo, recusa em fazer contato visual, crueldade com animais e irmãos, falta de pensamento de causa e efeito, preocupação com fogo, sangue e gore, más relações com colegas, roubo, mentira, ausência de consciência, perguntas sem sentido persistentes ou fala incessante, pobre controle de impulsos, padrões de fala anormais, luta pelo controle de tudo, hoarding e excessos alimentares. Algumas listas sugerem que, entre lactentes, "preferir o pai à mãe" ou "querer segurar a mamadeira o mais rápido possível" indicam problemas de apego. A força-tarefa expressa preocupação de que "altas taxas de diagnósticos falso-positivos são praticamente certas" e que "publicar esses tipos de listas em sites que também servem como ferramentas de marketing pode levar muitos pais ou outros a concluir incorretamente que seus filhos têm transtornos de apego".
Também há grande variedade de tratamentos para supostos transtornos de apego diagnosticados com base nos critérios alternativos controversos mencionados acima, popularmente conhecidos como terapia de apego. Essas terapias têm pouca ou nenhuma base de evidência e variam de terapias de conversa ou brincadeira a formas mais extremas de técnicas físicas e coercitivas, das quais as mais conhecidas são a terapia de sustentação, renascimento, redução da raiva e o modelo Evergreen. Em geral, essas terapias visam crianças adotadas ou acolhidas, com o objetivo de criar apego nelas aos novos cuidadores. Críticos afirmam que essas terapias não se baseiam em uma versão aceita da teoria do apego. A base teórica combina amplamente regressão e catarsis, acompanhadas de métodos parentais que enfatizam obediência e controle parental. Essas terapias concentram-se em mudar a criança em vez do cuidador. Estima-se que seis crianças morreram em consequência das formas mais coercitivas desses tratamentos e da aplicação das técnicas parentais acompanhantes.
Dois dos casos mais conhecidos são os de Candace Newmaker em 2001 e os dos Gravelle de 2003 a 2005. Após a publicidade associada, alguns defensores da terapia de apego começaram a alterar suas visões e práticas para torná-las menos potencialmente perigosas para as crianças. Essa mudança pode ter sido acelerada pela publicação de um Relatório da Força-Tarefa em 2006, encomendado pela American Professional Society on the Abuse of Children (APSAC), que foi amplamente crítico da terapia de apego, embora essas práticas continuem. Em 2007, a ATTACh, organização originalmente criada por terapeutas de apego, adotou formalmente um White Paper declarando sua oposição inequívoca às práticas coercitivas em terapia e parentalidade.